# Слідство ведуть ЗнаТоКі. Мафія
«Слідство ведуть ЗнаТоКі. Мафія» — радянський художній детективний фільм 1989 року, останній з класичної «радянської серії детективів» «Слідство ведуть ЗнаТоКі». Наступні фільми цієї серії були зняті вже набагато пізніше, на початку XXI століття.

## Сюжет
Павло Знаменський і Олександр Томін розслідують справи, пов'язані з розповсюдженням наркотиків. У певний момент виявляється, що наркотики конопляної групи, які вилучені у безлічі московських наркоманів, чомусь виявляються абсолютно ідентичні за складом. Одночасно підозрювані в оптовій торгівлі зіллям починають занадто часто гинути, причому зовні більшість смертей виглядає некримінальними. Герої роблять висновок — їм протистоїть злочинне угрупування, яке організувало широкомасштабне, буквально промислове виробництво наркотиків, «підім'яло» під себе дрібних постачальників і торговців, прибрало тих, хто не захотів домовлятися, і почало постачати наркоманів своєю продукцією. Керівник угруповання — Коваль, колишній великий функціонер-господарник колоній Сибіру. Тепер належить викрити і знешкодити мафію, яка займається виробництвом і збутом наркотиків.
Ще однією сюжетною лінією фільму є повернення з колонії колишнього засудженого Ардабьєва, за професією хіміка, який відсидів термін за дрібне виготовлення наркотиків для себе і кількох товаришів, але зумів вилікуватися від наркоманії і встати на шлях виправлення. За злою іронією у долі Ардабьєва бере участь і Знаменський, який знайшов йому роботу за фахом, і банда Коваля, яка насильно «посадила його на голку» для використання в якості хіміка для промислового виробництва наркотиків.
Шантаж, жорстокість і вбивства не зупиняють ЗнаТоКів; їм (Томіну і його підлеглому) у тому числі доводиться «впроваджуватися» в середу торговців наркотиками. ЗнаТоКами проводиться копітка робота по вивченню середовища наркозалежних. Злочинне угруповання вдається викрити і захопити, крім головного організатора і натхненника Коваля.

## У ролях
- Георгій Мартинюк —  Павло Павлович Знаменський
- Леонід Каневський —  Олександр Миколайович Томін
- Ельза Леждей —  Зінаїда Янівна Кібріт
- Олександр Пороховщиков —  Олег Іванович Коваль, голова злочинного угруповання
- Майя Булгакова —  Любов Миколаївна Хомутова, права рука Коваля
- Геннадій Бортников —  Володимир Гнатович Ардабьєв
- Віктор Костромін —  Курков, старший лейтенант
- Ігор Вєтров —  Сажин, старший лейтенант
- Олена Дробишева —  Вероніка, дівчина Коваля
- Аліна Покровська —  Вероніка, дружина Ардабьєва
- Валентина Тализіна —  Анна Кіндратівна Тушина, директор фабрики конопляних виробів
- Валентин Нікулін —  Дмитро Валентинов
- Олексій Неклюдов —  Матвій Сергійович Снєгірьов
- Володимир Сафронов —  Фелікс
- Роман Вільдан —  Крушанський
- Сергій Зєрнов —  Коля
- Юрій Авєрін —  Мордвинов
- Василь Фунтиков —  син Мордвинова
- Віталій Єдінінсков —  син Мордвинова
- Олександр Чутко —  син Мордвинова
- Анатолій Іванов —  син Мордвинова
- Володимир Сальников —  наркоторговець
- Михайло Єремєєв —  утримувач притону
- Володимир Сошальський —  актор у притоні
- Володимир Виноградов —  Поприкін
- Михайло Неганов —  Івакін
- Сергій Тепер —  Боря, наркоторговець на дискотеці
- Леонід Персиянинов —  дядько Михайло
- Валентина Литвинова —  лікар в пологовому будинку
- Ольга Бабич —  Анна Михайлівна Демидова
- Олександр Миронов —  Міша, син Хомутової, підліток-аутист
- Тетяна Пивоварова —  сусідка Снєгірьова
- Геннадій Козлов —  охоронець Коваля
- Сергій Столяров —  один з бійців бригади Коваля
- Василь Шликов —  один з бійців бригади Коваля

## Знімальна група
- Режисер — Геннадій Павлов
- Сценаристи — Олександр Лавров, Ольга Лаврова
- Оператор — Євген Павлов
- Композитор — Давид Тухманов
- Художник — Станіслав Морозов